# Edward Givens
Edward Galen Givens  (Quanah, Texas, 1930. január 5. – Houston, Texas, 1967. június 6.) amerikai űrhajós.
1952-től az Amerikai Légierő pilótája. 1966-ban, az ötödik amerikai csoport tagjaként kezdte meg az űrhajóskiképzést. Egy év múlva életét vesztette autóbalesetben Houston mellett.